# Teorema de la identidad
En análisis complejo y en análisis real, dos ramas de las matemáticas, el teorema de la identidad da una condición suficiente para asegurar la igualdad de funciones analíticas (es decir, que coinciden localmente con sus series de Taylor) en dominios (conjuntos abiertos conexos). A saber, si dos funciones analíticas {\displaystyle f,g} en un conjunto abierto y conexo {\displaystyle D} (de {\displaystyle \mathbb {R} } o de {\displaystyle \mathbb {C} }) coinciden en un subconjunto {\displaystyle S\subseteq D} que tiene un punto de acumulación, entonces deben coincidir en todo el dominio {\displaystyle D}.
Así, una función analítica queda unívocamente determinada por sus valores en cualquier abierto de {\displaystyle D}, por pequeño que sea, pues tiene puntos de acumulación, o incluso por un subconjunto contable de {\displaystyle D}, siempre y cuando este contenga una sucesión convergente a un punto de {\displaystyle D}. Informalmente, el teorema se suele resumir diciendo que las funciones analíticas son "rígidas", en oposición a, por ejemplo, las funciones continuas, que son más "flexibles", pues no basta un conjunto "tan pequeño" de puntos para determinarlas.
El teorema tiene especial importancia en el contexto del análisis complejo porque las funciones holomorfas (el equivalente complejo de las funciones derivables) son inmediatamente analíticas (ver la demostración de esto aquí). Así, toda función holomorfa en un conjunto abierto conexo queda unívocamente determinada por la imagen de un conjunto con un punto de acumulación. El resultado análogo en análisis real no es cierto, ni siquiera para funciones infinitamente derivables, pues estas no tienen por qué coincidir localmente con sus series de Taylor (es decir, no tienen por qué ser analíticas) y no se les puede aplicar el teorema de la identidad.
Por otro lado, es necesario que el dominio {\displaystyle D} sea conexo. Por ejemplo, si {\displaystyle D} es la unión de dos abiertos disjuntos (luego no conexo), {\displaystyle f} puede valer {\displaystyle 0} en uno y {\displaystyle 1} en el otro, y {\displaystyle g} valer {\displaystyle 0} en uno y {\displaystyle 2} en el otro. Ambas funciones son analíticas (porque son constantes en cada abierto) y coinciden en un conjunto (el primer abierto) que tiene puntos de acumulación. Sin embargo, {\displaystyle f} y {\displaystyle g} son funciones distintas.

## Enunciado
Sean {\displaystyle f} y {\displaystyle g} funciones analíticas definidas en un conjunto abierto y conexo {\displaystyle D} (ya sea de {\displaystyle \mathbb {R} } o de {\displaystyle \mathbb {C} }). Sea {\displaystyle S=\{z\in U:f(z)=g(z)\}} el conjunto de puntos donde coinciden. Si {\displaystyle S} tiene un punto de acumulación {\displaystyle z_{0}} dentro de {\displaystyle D}, entonces {\displaystyle f} y {\displaystyle g} coinciden en todo {\displaystyle D} o, lo que es lo mismo, {\displaystyle S=D}. 

## Demostración
Basta demostrar el caso en el que una de las funciones (digamos {\displaystyle g}) es nula. El caso general se deduce como sigue: tomamos la función {\displaystyle f-g} (analítica por ser resta de analíticas) y la función idénticamente nula. Si {\displaystyle f} coincide con {\displaystyle g} en un conjunto {\displaystyle S} con un punto de acumulación en {\displaystyle D}, también lo hacen {\displaystyle f-g} y la función 0. Por el caso que vamos a demostrar, {\displaystyle f-g=0} en todo {\displaystyle D}, y concluimos que {\displaystyle f=g} en {\displaystyle D}.
Ahora, sea {\displaystyle z_{0}\in D} un punto de acumulación de {\displaystyle S=\{z\in D:f(z)=0\}} (que sabemos que existe por hipótesis). Existe entonces una sucesión {\displaystyle (w_{k})_{k\in \mathbb {N} }} de puntos de {\displaystyle S} distintos de {\displaystyle z_{0}} que converge hacia {\displaystyle z_{0}}. En {\displaystyle S}, la función {\displaystyle f} coincide por hipótesis con la función nula, por lo que, para cada {\displaystyle k\in \mathbb {N} }, tenemos que {\displaystyle f(w_{k})=0}. 
Primero vamos a demostrar que {\displaystyle f} es idénticamente nula en un disco suficientemente pequeño que contiene el punto de acumulación {\displaystyle z_{0}}. Para ello, empezamos tomando {\displaystyle B} un disco centrado en {\displaystyle z_{0}} totalmente contenido en {\displaystyle D} en el que {\displaystyle f} coincide con una serie de potencias (podemos porque {\displaystyle f} es analítica y {\displaystyle D} es abierto):
{\displaystyle f(z)=\sum _{n=0}^{\infty }a_{n}(z-z_{0})^{n}\quad \forall z\in B}.
Veamos que {\displaystyle f} se anula en todo el disco {\displaystyle B}. Buscando una contradicción, supongamos que {\displaystyle f} no fuera idénticamente nula en el disco. Entonces tendría que existir el menor entero {\displaystyle m} para el cual {\displaystyle a_{m}\neq 0}. Podríamos factorizar {\displaystyle f} en el disco como
{\displaystyle f(z)=\sum _{n=0}^{\infty }a_{n}(z-z_{0})^{n}=\sum _{n=m}^{\infty }a_{n}(z-z_{0})^{n}=a_{m}(z-z_{0})^{m}\left(1+\sum _{n=m+1}^{\infty }{\frac {a_{n}}{a_{m}}}(z-z_{0})^{n-m}\right)=:a_{m}(z-z_{0})^{m}(1+g(z-z_{0}))}.
Observamos que {\displaystyle 1+g(z_{0}-z_{0})=1\neq 0}, por lo que en un entorno de {\displaystyle z_{0}} la función {\displaystyle 1+g(z-z_{0})} no se anularía (pues {\displaystyle 1+g(z-z_{0})} es analítica y, por tanto, continua). Pero ahora, tomando la sucesión de puntos {\displaystyle (w_{k})_{k\in \mathbb {N} }} distintos de {\displaystyle z_{0}}, que convergía a {\displaystyle z_{0}}, tendríamos que 
1. {\displaystyle a_{m}(w_{k}-z_{0})^{m}\neq 0}, pues los puntos {\displaystyle w_{k}} son siempre distintos de {\displaystyle z_{0}}, y
2. {\displaystyle 1+g(w_{k}-z_{0})\neq 0} para {\displaystyle k} suficientemente grande, pues, al converger hacia {\displaystyle z_{0}}, hay un momento a partir del que la sucesión de {\displaystyle w_{k}} entra en el entorno de {\displaystyle z_{0}} donde {\displaystyle 1+g(z-z_{0})} no se anula.

Así pues, {\displaystyle f(w_{k})\neq 0} para {\displaystyle k} suficientemente grande, por la igualdad de arriba. Pero habíamos tomado {\displaystyle w_{k}} de forma que {\displaystyle f(w_{k})=0\quad \forall k\in \mathbb {N} }. Esto es una contradicción, y proviene de suponer que {\displaystyle f} no era idénticamente nula en el disco.
Con lo anterior hemos visto que {\displaystyle S} tiene interior no vacío (todo el disco {\displaystyle B} está en {\displaystyle S}, y el interior de un disco es no vacío). Ahora, sea {\displaystyle S^{\circ }} el interior (no vacío) de {\displaystyle S}; por ser el interior de un conjunto es abierto. Si vemos que {\displaystyle S^{\circ }} es cerrado, habremos acabado: en efecto, sería un subconjunto clopen del conjunto conexo {\displaystyle D} y, como tal, sólo podría ser el vacío o el total. Como no es vacío, concluimos que {\displaystyle S^{\circ }=D}, de forma que también {\displaystyle S=D}. Por definición de {\displaystyle S}, tenemos que {\displaystyle f(z)=0\quad \forall z\in D}, que es lo queríamos demostrar.
Para ver que {\displaystyle U} es cerrado, consideremos una sucesión {\displaystyle (z_{n})_{n\in \mathbb {N} }} de puntos de {\displaystyle S^{\circ }} que converja a un cierto {\displaystyle z} y veamos que {\displaystyle z\in S^{\circ }}. Tenemos que {\displaystyle f(z_{n})=0} para todo {\displaystyle n}, pues {\displaystyle z_{n}\in S^{\circ }\subseteq S}, y esa es la definición de {\displaystyle S}. Por continuidad de {\displaystyle f}, tenemos que {\displaystyle f(z)=0}, de donde {\displaystyle z\in S}. Para ver que {\displaystyle z} es un punto interior de {\displaystyle S} podemos usar el argumento anterior para demostrar que {\displaystyle f} se anula en todo un disco alrededor de {\displaystyle z}. Así, hay todo un disco alrededor de {\displaystyle z} que también está contenido en {\displaystyle S}, de manera que {\displaystyle z\in S^{\circ }}, como queríamos. {\displaystyle \quad \square }